# Фокс (Аляска)
Фокс (англ. Fox) — переписна місцевість (CDP) в США, в окрузі Фербенкс-Норт-Стар штату Аляска. Населення — 406 осіб (2020).

## Географія
Фокс розташований за координатами 64°58′30″ пн. ш. 147°36′32″ зх. д. / 64.97500° пн. ш. 147.60889° зх. д. (64.975054, -147.608837).  За даними Бюро перепису населення США в 2010 році переписна місцевість мала площу 33,90 км², уся площа — суходіл.

## Демографія
Згідно з переписом 2010 року, у переписній місцевості мешкало 417 осіб у 199 домогосподарствах у складі 99 родин. Густота населення становила 12 осіб/км².  Було 236 помешкань (7/км²).
Расовий склад населення:
| - 82,0 % — білих - 7,4 % — корінних американців - 0,7 % — азіатів - 0,5 % — чорних або афроамериканців - 0,2 % — вихідців з тихоокеанських островів - 1,0 % — осіб інших рас |

До двох чи більше рас належало 8,2 %. Частка іспаномовних становила 5,3 % від усіх жителів.
За віковим діапазоном населення розподілялося таким чином: 18,2 % — особи молодші 18 років, 72,2 % — особи у віці 18—64 років, 9,6 % — особи у віці 65 років та старші. Медіана віку мешканця становила 41,3 року. На 100 осіб жіночої статі у переписній місцевості припадало 119,5 чоловіків;  на 100 жінок у віці від 18 років та старших — 125,8 чоловіків також старших 18 років.
Цивільне працевлаштоване населення становило 259 осіб. Основні галузі зайнятості: сільське господарство, лісництво, риболовля — 29,7 %, освіта, охорона здоров'я та соціальна допомога — 28,6 %, транспорт — 21,6 %.